# Cinco Señores, Nuevo León
Cinco Señores är en ort i Mexiko.   Den ligger i kommunen Hualahuises och delstaten Nuevo León, i den centrala delen av landet, 600 km norr om huvudstaden Mexico City. Cinco Señores ligger 368 meter över havet och antalet invånare är 102.
Terrängen runt Cinco Señores är platt. Runt Cinco Señores är det ganska glesbefolkat, med 29 invånare per kvadratkilometer. Närmaste större samhälle är Linares, 5,9 km öster om Cinco Señores. Trakten runt Cinco Señores består till största delen av jordbruksmark.